# Paul Nortan
Paul Nortan (Paramaribo, 12 januari 1963) is een Nederlands oud-voetballer van Surinaamse afkomst die speelde voor AZ, Feyenoord, RKC Waalwijk en Top Oss. Hij stond vijf jaar bij Feyenoord onder contract maar een zware beenbreuk zorgde ervoor dat hij na twee en een half jaar niet meer in actie kwam voor de Stadionclub. Nortan was profvoetballer tussen 1984 en 1996 en is momenteel werkzaam als spelersmakelaar.